# Barão de Fiais
Barão de Fiais é um título nobiliárquico brasileiro criado por D. Pedro II do Brasil, por decreto de 7 de julho de 1841, em favor a Luís Paulo de Araújo Bastos.
Titulares
1. Luís Paulo de Araújo Bastos – 1.º visconde com grandeza de Fiais;
2. Pedro Ferreira de Viana Bandeira.